# 7438 Misakatouge
7438 Misakatouge è un asteroide della fascia principale. Scoperto nel 1994, presenta un'orbita caratterizzata da un semiasse maggiore pari a 2,3620049 UA e da un'eccentricità di 0,1434738, inclinata di 5,79756° rispetto all'eclittica.